# 잭 할로
잭 할로(Jack Harlow, 1998년 3월 13일~)는 미국의 래퍼이다. 2018년에 제너레이션 나우와 애틀랜틱 레코드와 계약했다. 2020년에 싱글 "Whats Poppin"을 발매했고, 이는 빌보드 핫 100 2위를 기록하고 그래미 어워드 후보에 올랐다. 2021년에 릴 나즈 엑스의 싱글 "Industry Baby"에 피처링했고, 이는 그의 첫 빌보드 핫 100 1위 노래가 되었다. 2022년에 2번째 정규 음반 Come Home the Kids Miss You를 발매했고, 수록곡 "First Class"는 그의 2번째 1위 노래가 되었다. 2023년 4월에 3번째 정규 음반 Jackman을 발매했다. 11월에 싱글 "Lovin on Me"를 발매했고, 이는 그의 3번째 1위 노래가 되었다.

## 생애
잭맨 토마스 할로는 1998년 3월 13일에 켄터키주 루이빌에서 태어났다. 프랑스인과 아일랜드인 혈통이다. 어렸을 때 셸비빌로 이사 갔고, 중학생 때 루이빌로 돌아왔다. 12살 때 노래를 녹음하고 이를 사운드클라우드에 올리기 시작했다. 친구와 함께 믹스테이프 Rippin’ and Rappin’을 녹음한 후 학교에서 CD를 팔았다. 2011년에 첫 믹스테이프 Extra Credit을 발매했다.

## 경력

### 2015-2019: 경력 초기
2015년에 데뷔 EP The Handsome Harlow를 발매했다. 고등학교를 졸업한 후 2016년에 자신의 레이블 및 음악 집단 프라이빗 가든 레코드를 통해 믹스테이프 18을 발매했다. 2018년에 제너레이션 나우와 애틀랜틱 레코드와 계약했다. 같은 해에 믹스테이프 Loose를 발매했고, 이는 BET 힙합 어워드 최우수 믹스테이프 후보에 올랐다.

### 2020-현재: "Whats Poppin"과 "Industry Baby"
2020년 1월에 싱글 "Whats Poppin"을 발매했다. 이는 틱톡에서 인기를 얻었고, 뮤직 비디오는 조회수 1억회 이상을 기록했다. 6월에 다베이비, 토리 레인즈, 릴 웨인이 피처링한 리믹스를 발매했다. 이는 빌보드 핫 100 2위를 기록했고, 그래미 어워드 최우수 랩 퍼포먼스 후보에 올랐다. 8월에 XXL 프레시맨 클래스에 선정되었고, 12월에 데뷔 정규 음반 Thats What They All Say를 발매했다.
2021년 5월에 빌보드 뮤직 어워드 탑 신인 아티스트 후보에 올랐다. 7월에 릴 나즈 엑스와 함께 싱글 "Industry Baby"를 발매했고, 이는 그의 첫 빌보드 핫 100 1위 싱글이 되었다. 같은 해에 <버라이어티> 내일의 히트메이커와 포브스 30 언더 30에 선정되었다. 2022년에 2번째 정규 음반 Come Home the Kids Miss You를 발매했고, 수록곡 "First Class"는 그의 2번째 빌보드 핫 100 1위 싱글이 되었다.
2023년 4월에 3번째 정규 음반 Jackman을 발매했고, 이는 빌보드 200 8위로 진입해 그의 3번째 탑 10 음반이 되었다. 11월에 싱글 "Lovin on Me"를 발매했다. 이는 그의 노래 중 처음으로 영국 싱글 차트 1위를 기록했고, 3번째 핫 100 1위 노래가 되었다.

## 예술성

### 특징
할로는 자신의 노래에서 장난스러운 자신감과 감성적인 진정성을 모두 내비친다. <가디언>의 토마스 홉스는 그가 자신이 "바보 같은 아웃사이더"임을 인정하는 반면 "교외 백인들이 구사하면 오글거렸을 단어"들을 소화할 만한 카리스마를 가지고 있다고 평했다. <복스>의 테리 응우옌은 그의 음악을 드레이크와 비교하며 경쾌하다고 묘사했고, 가사의 재치있는 언어유희와 자기성찰적인 내용을 칭찬했다.

### 영향
컨트리를 좋아하는 아버지와 힙합을 좋아하는 어머니 밑에서 자라 윌리 넬슨, 조니 캐시, 카니예 웨스트, 에미넴, 아웃캐스트 등의 영향을 받았다. 또한 마틴 스코세이지, 쿠엔틴 타란티노, 앨프리드 히치콕 등의 영화를 좋아해 노래를 단편영화처럼 만들려고 한다.

## 자선 활동
2021년 10월에 루이빌에 기반을 둔 5개의 단체에 기부했다. 12월에는 켄터키 서부 지역에서 토네이도로 피해를 입은 사람들을 지원하기 위해 KFC와 협력하여 미국 적십자에 25만 달러를 기부했다. 2023년에는 "그를 키워준 도시를 더 나은 곳으로 만드는 것을 목표로 하는 단체들에 재투자하고, 이들을 향상시키고 지원하기 위해" 잭 할로 재단을 설립했다.

## 사회 운동
2020년에 블랙 라이브스 매터 집회에 참석했다.

## 음반 목록
정규 음반
- Thats What They All Say (2020)
- Come Home the Kids Miss You (2022)
- Jackman (2023)

## 출연 작품

### TV
| 연도 | 제목                   | 역할   | 각주   |
| ---- | ---------------------- | ------ | ------ |
| 2022 | 새터데이 나이트 라이브 | 호스트 | [ 30 ] |

### 영화
| 연도 | 제목    | 역할   | 각주   |
| ---- | ------- | ------ | ------ |
| 2023 | 덩크 슛 | 제러미 | [ 31 ] |

## 투어
- 크렘 드 라 크렘 투어 (2021)[32]
- 컴 홈 더 키즈 미스 유 투어 (2022)[33]
- 노 플레이스 라이크 홈 투어 (2023)[34]

## 수상 및 후보
| 시상식                     | 연도 | 후보                                         | 부문                      | 결과 | 각주   |
| -------------------------- | ---- | -------------------------------------------- | ------------------------- | ---- | ------ |
| 아메리칸 뮤직 어워드       | 2022 | "Industry Baby" (릴 나스 엑스 feat. 잭 할로) | 올해의 콜라보레이션       | 후보 | [ 35 ] |
| 아메리칸 뮤직 어워드       | 2022 | "Industry Baby" (릴 나스 엑스 feat. 잭 할로) | 최애 뮤직 비디오          | 후보 | [ 35 ] |
| 아메리칸 뮤직 어워드       | 2022 | "Industry Baby" (릴 나스 엑스 feat. 잭 할로) | 최애 힙합 노래            | 후보 | [ 35 ] |
| 아메리칸 뮤직 어워드       | 2022 | "First Class"                                | 최애 힙합 노래            | 후보 | [ 35 ] |
| BET 어워드                 | 2023 | 본인                                         | 최우수 남성 힙합 아티스트 | 후보 | [ 36 ] |
| BET 어워드                 | 2023 | "First Class"                                | 올해의 비디오             | 후보 | [ 36 ] |
| BET 어워드                 | 2023 | "First Class"                                | 시청자의 선택             | 후보 | [ 36 ] |
| BET 힙합 어워드            | 2019 | Loose                                        | 최우수 믹스테이프         | 후보 | [ 37 ] |
| BET 힙합 어워드            | 2020 | "Whats Poppin Remix"                         | 최우수 콜라보레이션       | 후보 | [ 38 ] |
| BET 힙합 어워드            | 2020 | 본인                                         | 최우수 신인 힙합 아티스트 | 후보 | [ 38 ] |
| BET 힙합 어워드            | 2023 | Jackman                                      | 올해의 힙합 음반          | 후보 | [ 39 ] |
| 빌보드 뮤직 어워드         | 2021 | 본인                                         | 탑 신인 아티스트          | 후보 | [ 40 ] |
| 빌보드 뮤직 어워드         | 2021 | "Whats Poppin Remix"                         | 탑 스트리밍 노래          | 후보 | [ 40 ] |
| 빌보드 뮤직 어워드         | 2021 | "Whats Poppin Remix"                         | 팁 콜라보레이션           | 후보 | [ 40 ] |
| 빌보드 뮤직 어워드         | 2021 | "Whats Poppin Remix"                         | 탑 랩 노래                | 후보 | [ 40 ] |
| 빌보드 뮤직 어워드         | 2022 | "Industry Baby"                              | 탑 랩 노래                | 수상 | [ 41 ] |
| 빌보드 뮤직 어워드         | 2022 | "Industry Baby"                              | 탑 콜라보레이션           | 후보 | [ 41 ] |
| 그래미 어워드              | 2021 | "Whats Poppin"                               | 최우수 랩 퍼포먼스        | 후보 | [ 42 ] |
| 그래미 어워드              | 2022 | Montero                                      | 올해의 음반 (피처링)      | 후보 | [ 42 ] |
| 그래미 어워드              | 2022 | "Industry Baby"                              | 최우수 멜로딕 랩 퍼포먼스 | 후보 | [ 42 ] |
| 그래미 어워드              | 2023 | "First Class"                                | 최우수 멜로딕 랩 퍼포먼스 | 후보 | [ 42 ] |
| 그래미 어워드              | 2023 | "Churchill Downs"                            | 최우수 랩 노래            | 후보 | [ 42 ] |
| 그래미 어워드              | 2023 | Come Home the Kids Miss You                  | 최우수 랩 음반            | 후보 | [ 42 ] |
| 아이하트라디오 뮤직 어워드 | 2021 | 본인                                         | 최우수 신인 힙합 아티스트 | 후보 | [ 43 ] |
| 아이하트라디오 뮤직 어워드 | 2023 | 본인                                         | 올해의 아티스트           | 후보 | [ 44 ] |
| 아이하트라디오 뮤직 어워드 | 2023 | "First Class"                                | 최애 샘플 사용            | 후보 | [ 44 ] |
| 아이하트라디오 뮤직 어워드 | 2023 | "First Class"                                | 올해의 힙합 노래          | 후보 | [ 44 ] |
| 아이하트라디오 뮤직 어워드 | 2023 | "First Class"                                | 올해의 노래               | 후보 | [ 44 ] |
| 아이하트라디오 뮤직 어워드 | 2023 | "Industry Baby"                              | 올해의 노래               | 후보 | [ 44 ] |
| 아이하트라디오 뮤직 어워드 | 2023 | "Industry Baby"                              | 최우수 콜라보레이션       | 후보 | [ 44 ] |
| MTV 유럽 뮤직 어워드       | 2021 | "Industry Baby"                              | 최우수 콜라보레이션       | 후보 | [ 45 ] |
| MTV 유럽 뮤직 어워드       | 2022 | "First Class"                                | 최우수 노래               | 후보 | [ 46 ] |
| MTV 유럽 뮤직 어워드       | 2022 | 본인                                         | 최우수 힙합               | 후보 | [ 46 ] |
| MTV 비디오 뮤직 어워드     | 2020 | "Whats Poppin"                               | 여름의 노래               | 후보 | [ 47 ] |
| MTV 비디오 뮤직 어워드     | 2021 | "Industry Baby"                              | 여름의 노래               | 후보 | [ 48 ] |
| MTV 비디오 뮤직 어워드     | 2022 | "Industry Baby"                              | 올해의 비디오             | 후보 | [ 49 ] |
| MTV 비디오 뮤직 어워드     | 2022 | "Industry Baby"                              | 최우수 콜라보레이션       | 수상 | [ 49 ] |
| MTV 비디오 뮤직 어워드     | 2022 | "Industry Baby"                              | 최우수 감독               | 후보 | [ 49 ] |
| MTV 비디오 뮤직 어워드     | 2022 | "Industry Baby"                              | 최우수 예술 감독          | 수상 | [ 49 ] |
| MTV 비디오 뮤직 어워드     | 2022 | "Industry Baby"                              | 최우수 시각 효과          | 수상 | [ 49 ] |
| MTV 비디오 뮤직 어워드     | 2022 | "Industry Baby"                              | 최우수 안무               | 후보 | [ 49 ] |
| MTV 비디오 뮤직 어워드     | 2022 | "First Class"                                | 여름의 노래               | 수상 | [ 49 ] |
| 피플스 초이스 어워드       | 2022 | "First Class"                                | 2022년의 노래             | 후보 | [ 50 ] |
| 피플스 초이스 어워드       | 2022 | 본인                                         | 2022년의 남성 아티스트    | 후보 | [ 50 ] |
| 피플스 초이스 어워드       | 2024 | 본인                                         | 올해의 남성 아티스트      | 후보 | [ 51 ] |
| 피플스 초이스 어워드       | 2024 | 본인                                         | 올해의 힙합 아티스트      | 후보 | [ 51 ] |